# Зоран Бабић (политичар)
Зоран Бабић (Врњачка Бања, 16. април 1971) српски је политичар, машински инжењер и директор Јавног предузећа „Коридори Србије”.

## Биографија
Из брака са бившом супругом Наташом Бабић има два ћерке. Завршио је основну школу "Попински борци" у Врњачкој бањи, а средњу школу математичког смера "Слободан Пенезић Крцун". Дипломирао је 1996. на Машинском факултету Универзитета у Београду и стекао звање дипломираног машинског инжењера. Уписао мастер студије Универзитета привредне академије у Новом Саду - Пословна економија и финансије.
Био је директор маркетинга ПП "ЗМ продукт" из Врњачке бање, представништва Београд, директор развоја заједничких служби "Прва петолетка" Трстеник, у ЈП Бели извор у Врњачкој бањи обавио низ функција од шефа сектора до техничког директора. Одлуком Владе, у периоду од августа до децембра 2008. године, био је члан Привременог органа општине Врњачка Бања. Изабран је за народног посланика на парламентарним изборима 2008, на листи Српске радикалне странке.
У досадашњој каријери био је директор маркетинга у предузећу "ЗМ продукт" из Врњачке Бање, директор развоја у фирми "Прва петолетка" из Трстеника и технички директор комуналног предузећа "Бели извор".
Службено возило Зорана Бабића ударило је 31. јануара 2019. године на ауто-путу Београд-Ниш у аутомобил Опел. Том приликом погинула је жена Станика Глигоријевић, возач Опела, док су Зоран Бабић и његов возач лакше повређени.

## Политичка каријера
Политички каријеру започео је 2006. године као члан Српске радикалне странке који га је делегирала за члана Привременог органа општине Врњачка Бања. Године 2008. је кандидат СРС-а изабран за посланика у Скупштини Србије, али је у септембру исте године прешао у посланичку групу "Напред Србијо", потом постао члан Српске напредне странке.
Године 2012. поново је изабран за посланика, те за шефа посланичке групе Српске напредне странке у Скупштини. На тој позицији остао је све до 2016. године, али на тим изборима није дошао у трку за посланика. Бабић је члан Председништва Српске напредне странке.
Од септембра до новембра 2013. године вршио је функцију председника Ватерполо савеза Србије, а током 2013. и 2014. године био је члан надзорног одбора Саобраћајног предузећа "Ласта".
Након избора 2012. године изабран је за народног посланика, а био је и на функцији шефа посланичке групе Српске напредне странке, која наставља да обавља и након избора 2014. године.
Каријеру је започео у Пољопривредном предузећу "ЗМ продукт" из Врњачке Бање, где је обавио функцију директора маркетинга у представништву у Београду. Након тога постао је директор развоја заједничких служби у фабрици за производњу хидраулике и пнеуматика "Прва петолетка" из Трстеника. Одатле прелази у Јавно предузеће "Бели двор" из Врњачке Бање где је током неколико година обавио неколико функција, почев од шефа сектора до техничког директора.
У августу 2008. године је одлуком Владе Србије изабран за члана Привременог органа општине Врњачка Бања. На тој позицији је остао до децембра 2008. године.
Посланички мандат обновио је након избора 2012. године, а након формирања Скупштине постао је шеф посланичке групе СНС. Исту функцију наставио је да обавља и након избора 2014. године. Исте године је ушао у Пресреду Српске напредне странке.
У јесен 2013. године кандидовао се за председника Ватерполо савеза Србије (ВСС). Главни противкандидат био му је прослављени српски ватерполиста Александар Шапић. На изборној скупштини ВСС-а Бабић је већином гласова изабран за новог председника Савеза. Његов избор су подржали челници клубова Црвена звезда, Партизан, Војводина и Раднички.
Иако му је био противкандидат, позвао је Шапића да му помогне у остваривању циљева, јер је његова помоћ "увијек добродошла, без обзира што се у неким другим стварима можда не слажу."
Овај избор за првог човека српског ватерпола изненадио је многе, с обзиром на то да сви добро познати каријери Александра Шапића, али и чињеница да је Бабић као спортски јуниор у Ватерполо клубу "Гоч" и није остварио значајне резултате у сениорској конкуренцији.
Ипак, у новембру 2013. године тадашњи први потпредседник Владе Србије Александар Вучић изјавио је да припадници СНС-а треба да напусте функције у спорту. 19. новембра Бабић је поднео неопозиву оставку на место председника Ватерполо савеза, подржавајући Вучићев предлог. Тада је изјавио да је имао жељу и план да помогне Савезу да отплати дугове до 2016. године, али да сматра исправним одлуком да препусти вођење спортских организација и клубова стручњацима из тих области.
За то време наставио је да врши функцију шефа посланичког клуба СНС-а у Скупштини Србије, а у 2014. години поново је изабран за члана председничке странке.
Иако се на ванредним парламентарним изборима који су одржани у априлу 2016. године није кандидовао за место посланика, сљедећег мјесеца је поново изабран за члана члана Председника. Након што му је истекао мандат, медији су га помињали као главни кандидат за директора београдског Аеродрома "Никола Тесла". Међутим, до именовања се није десило.
Дана 4. маја 2017. године је одлуком Владе Србије изабран за вршиоца дужности директора Јавног предузећа "Коридори Србије". На тој позицији наследио је Дмитра Ђуровића.

## Контроверзе
Бабић се нашао у жижи интересовања када се по трећи пут у пет месеци срушио потпорни зид на Коридору 10.
Зоран Бабић је изјавио том прилику да је ослобађање Косине два било "некако очекивано" и да је пројектно-техничка документација за изградњу нове галерије спремна. Он је најавио да ће до краја 2018. године аутопут кроз Грделичку клисуру дужине од 26 километара бити завршен, те да је то за јавност најважније, јер обрушавање неће смањити радове.
Службено возило Зорана Бабића купила је компанија Трејс која је на јавном конкурсу добила уговор за извођење радова на Коридору 10.
Станика Глигоријевић је умрла у 52. години у саобраћајној несрећи 31. јануара 2019. године. Док је чекала у реду на наплатној рампи, убио ју је возач аутомобила у ком се возио директор "Коридора Србије" Зоран Бабић.